# 에그론

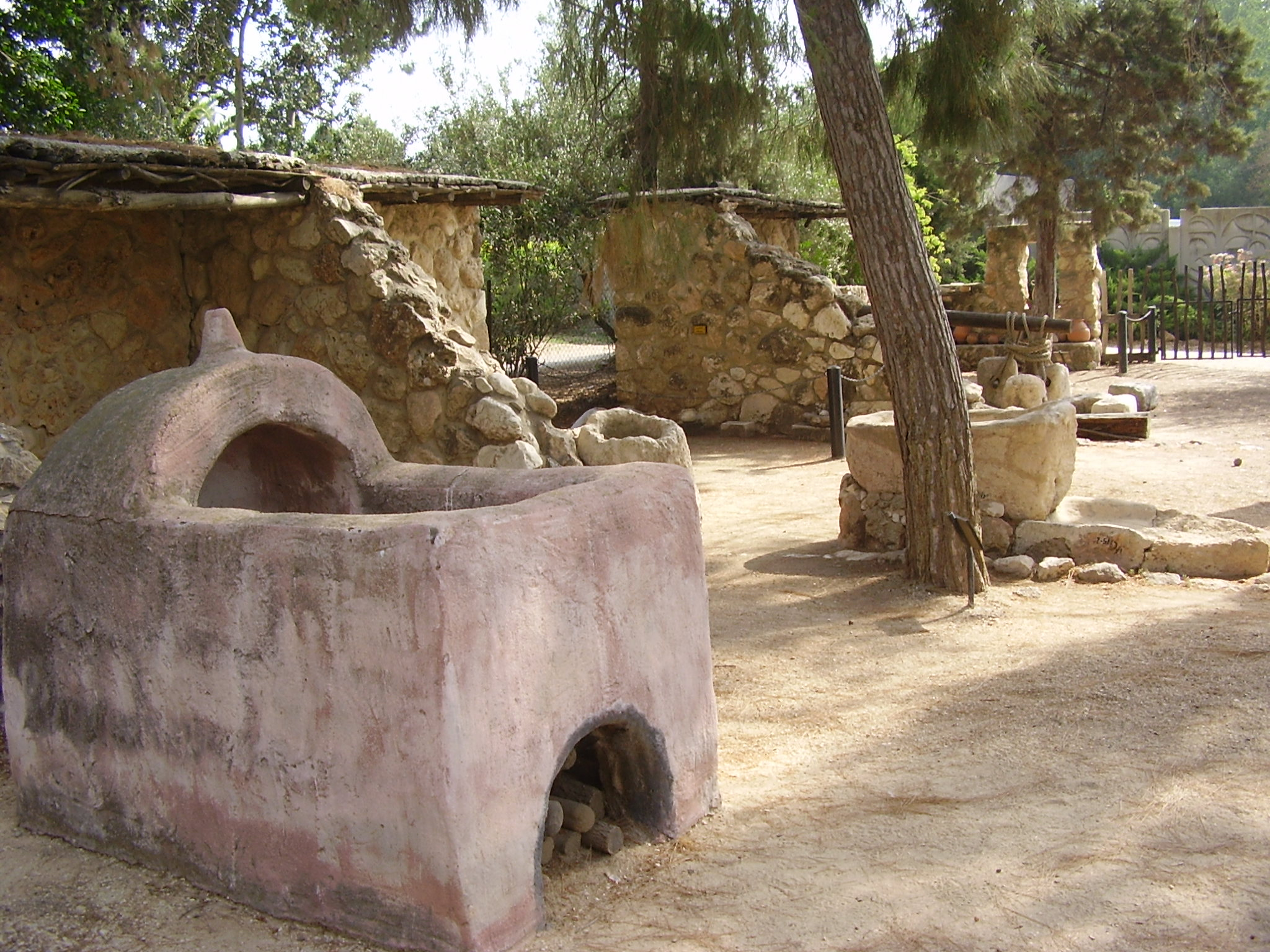

에그론(블레셋어: 𐤏𐤒𐤓𐤍 *ʿAqārān, 히브리어: עֶקְרוֹן, 로마자 표기: ʿEqrōn, 아랍어: عقرون)은 헬레니즘 시대에 아카론(그리스어: ΑκκαρΩν, 음역. Akkarōn)으로 알려진 블레셋 도시였으며, 블레셋의 도시들 현재 이스라엘에 위치한 펜타폴리스의 다섯 도시 중 하나였다.
1957년에 에크론은 철기 시대 고고학 유적의 규모가 크다는 점을 근거로 인구가 감소한 아랍 마을 '아퀴르' 근처의 Tel Miqne(히브리어) 또는 Khirbet el-Muqanna(아랍어)의 고분으로 처음 확인되었다. 1996년 에크론 비문이 발견되면서 판단은 더욱 강화되었다. 그 텔은 예루살렘에서 서쪽으로 35킬로미터(22마일), 블레셋 도시 가드의 거의 확실한 장소인 텔에스사피에서 북쪽으로 18킬로미터(11마일) 떨어진 이스라엘 해안 평야 동쪽 가장자리에 있는 키부츠 레바딤 부지에 위치해 있다.

## 같이 보기
- 라기스
- 애크런 (오하이오주)